# Trou à rat de Chicago
Le trou de rat de Chicago (anglais : Chicago rat hole) est un trou en forme de rat dans le trottoir de West Roscoe Street dans le quartier de Roscoe Village à Chicago, Illinois, États-Unis. Après avoir existé pendant des décennies, il est devenu un phénomène viral sur les réseaux sociaux (principalement Twitter) en janvier 2024, attirant des touristes sur le site.
Exemple accidentel de moulage sur nature, le New York Times l'a décrit comme le " Stonehenge de Chicago", car ses origines sont inconnues.

## Histoire
| Gatorade Should Be Thicker | Twitter |
| @WinslowDumaine            |         |

(en) Had to make a pilgrimage to the Chicago Rat Hole
         

            Il a fallu faire un pèlerinage au Chicago Rat Hole
        

        6 janvier 2024

Le trou a attiré l'attention du monde entier le 6 janvier 2024, grâce à un tweet de l'humoriste et écrivain Winslow Dumaine, basé à Chicago,,. Le message est rapidement devenu viral, incitant de nombreux habitants de Chicago à visiter le trou - dans ce qui a été décrit comme un "pèlerinage" - et à lui faire des offrandes, telles que des pièces de monnaie, des fleurs, des bougies, du fromage, des cigarettes, de l'alcool, des jouets pour enfants, des produits alimentaires et des pilules d'œstradiol,,. Un groupe de visiteurs a pris des verres de Malört (en), une spécialité de Chicago, à côté du trou, avant de laisser la bouteille en guise d'oblation. La Riot Fest (en) Historical Society a également apposé une plaque à l'emplacement du trou.
Malgré l'attention qu'il a suscitée en 2024, le trou existe depuis au moins 20 à 30 ans, selon les habitants,,. Une équipe locale de softball utilise le rat comme mascotte officieuse depuis 2018.
Le trou a été comblé avec du plâtre ou du ciment par une personne inconnue le 19 janvier 2024. Les autorités municipales ont confirmé plus tard qu'elles n'avaient pas comblé le trou. Les résidents locaux ont tenté de recreuser le trou, en utilisant leurs mains et des outils tels que des grattoirs à glace et des plaques d'immatriculation. Finalement, une femme a nettoyé le trou et l'a restauré dans son état d'origine. Peu de temps après la restauration, des fiançailles et un mariage gay ont été célébrés dans le trou. Certains résidents de West Roscoe Street ont exprimé leur frustration face au nouveau statut viral du trou, certains citant les nuisances publiques, le vandalisme et l'accumulation d'ordures sur le trottoir.
Le trou de rat a également attiré l'attention sur d'autres trous de trottoir en forme d'objet, comme un trou en forme de fusil à Richmond, en Virginie, qui a été également consacré par les habitants.

## Débat sur l'origine du trou
Il n'est pas certain que le trou ait été créé par un rat, car certains habitants pensent qu'il s'agit en fait d'un écureuil. Le directeur de l'Urban Wildlife Institute du Lincoln Park Zoo, Seth Magle, estime qu'il est plus probable qu'un écureuil soit tombé d'un arbre sur le béton non sec. Magle avance trois raisons : premièrement, il est plus probable qu'il s'agisse d'un animal tombé d'un arbre, une caractéristique commune aux écureuils mais pas aux rats ; deuxièmement, l'impact s'est produit lorsque le béton était encore humide, ce qui est généralement le cas pendant la journée, et le rat est un animal nocturne; enfin, Magle a tenu compte de l'opinion des habitants, qui semblent douter qu'il s'agisse d'un rat. Magle précise également que la finesse de la cavité de la queue, utilisée par certains pour plaider en faveur d'un trou de rat, ne doit pas être prise en compte, étant donné que la fourrure ne laisse pas toujours d'empreintes. À l'appui de cette théorie, un habitant a déclaré qu'il y avait un chêne au-dessus de cette section du trottoir, qui a été abattu depuis lors.

## Réactions politiques
Le 10 janvier 2024, Ann Williams, représentante de l'État pour le 11e district de l'Illinois, a mis en ligne une vidéo faisant la promotion du trou, le qualifiant de " joyau du 11e district''. À la suite des événements du 19 janvier 2024, au cours desquels le trou a été partiellement rempli d'une substance inconnue, Ann Williams a mis en ligne une vidéo déclarant " nous sommes choqués et attristés " par la nouvelle, et " nous suivons de près l'évolution de la situation ''. Après que les résidents aient restaurés le trou plus tard le même jour, Ann Williams a écrit : « C'est ça la communauté ».
Le 11 janvier 2024, la Chambre de commerce du village de Lakeview Roscoe a commencé à recevoir des suggestions de noms pour le trou à rats, acceptant les soumissions jusqu'au 18 janvier 2024. Le 19 janvier 2024, les soumissions ont été réduites à cinq finalistes, pour lesquels les résidents avaient jusqu'au 21 janvier pour voter : « Lil' Stucky », « Splatatouille », « Splat », « Roscoe Road-dent » et « Dibs ». Le nom gagnant a été « Splatatouille ».

## Galerie

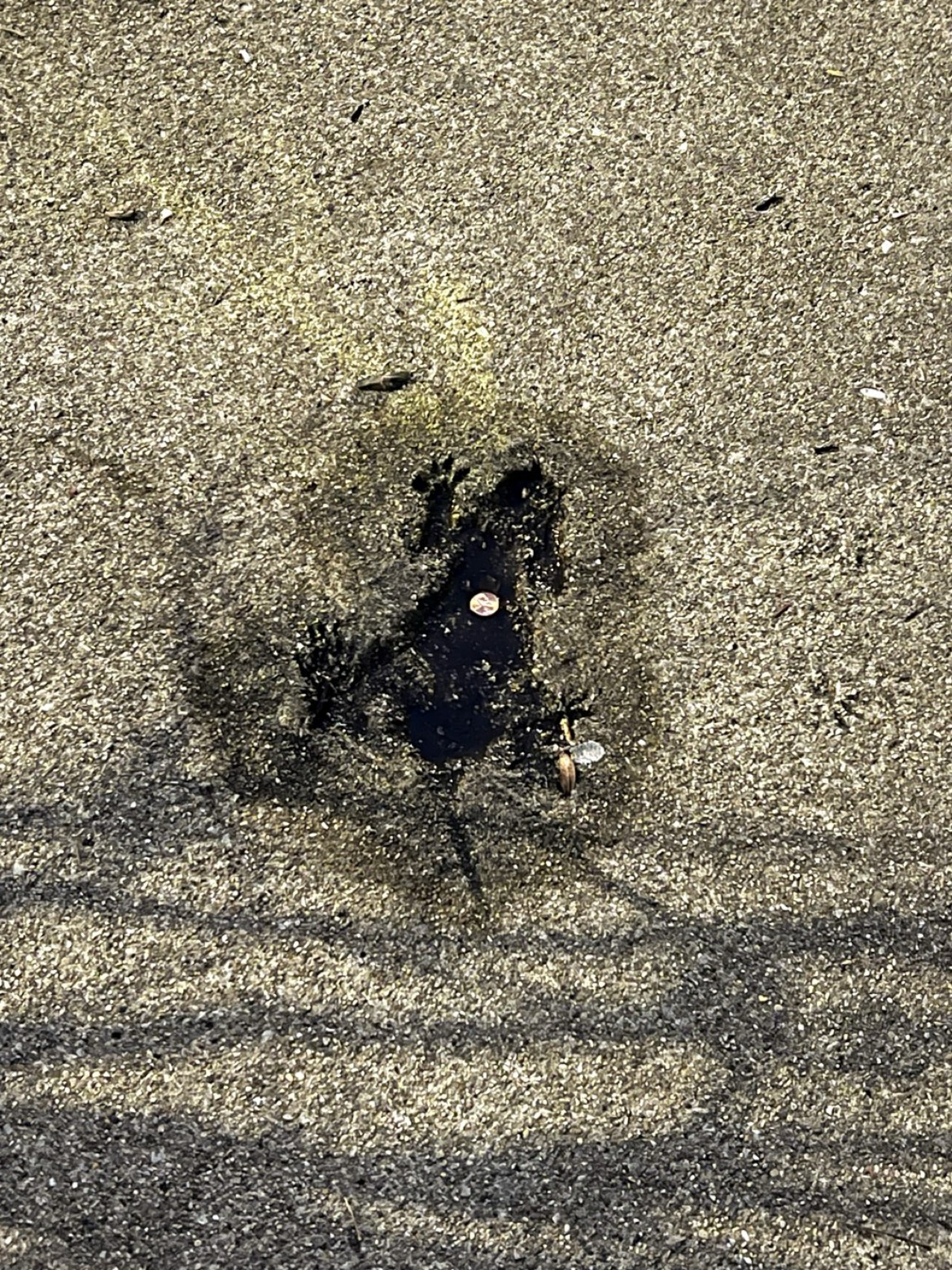
Le trou le 7 janvier 2024, peu après que le photographe ait placé le premier penny.
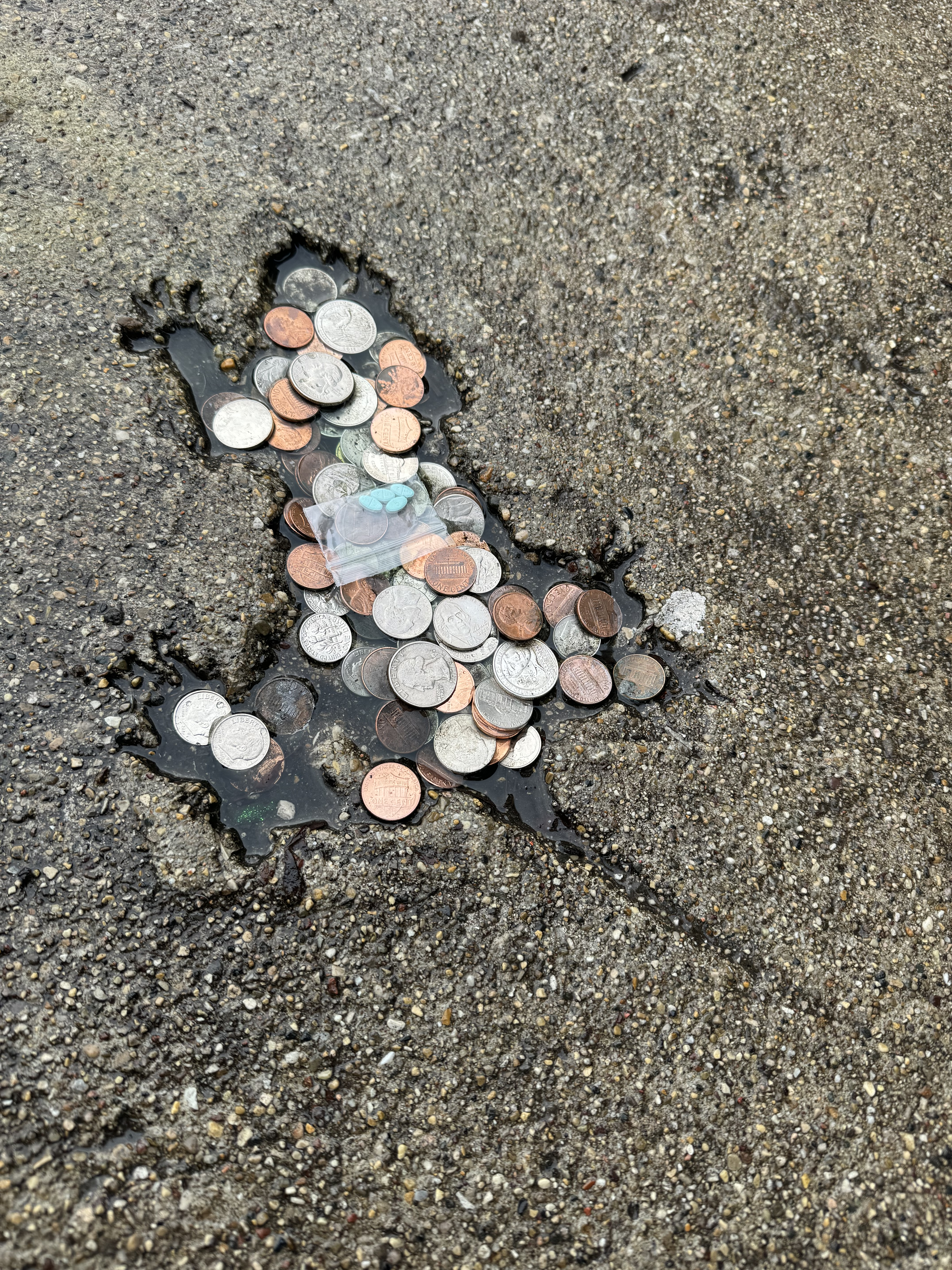
Le 13 janvier 2024, le trou est rempli de pièces de monnaie et d'un sachet de pilules d'oestradiol.
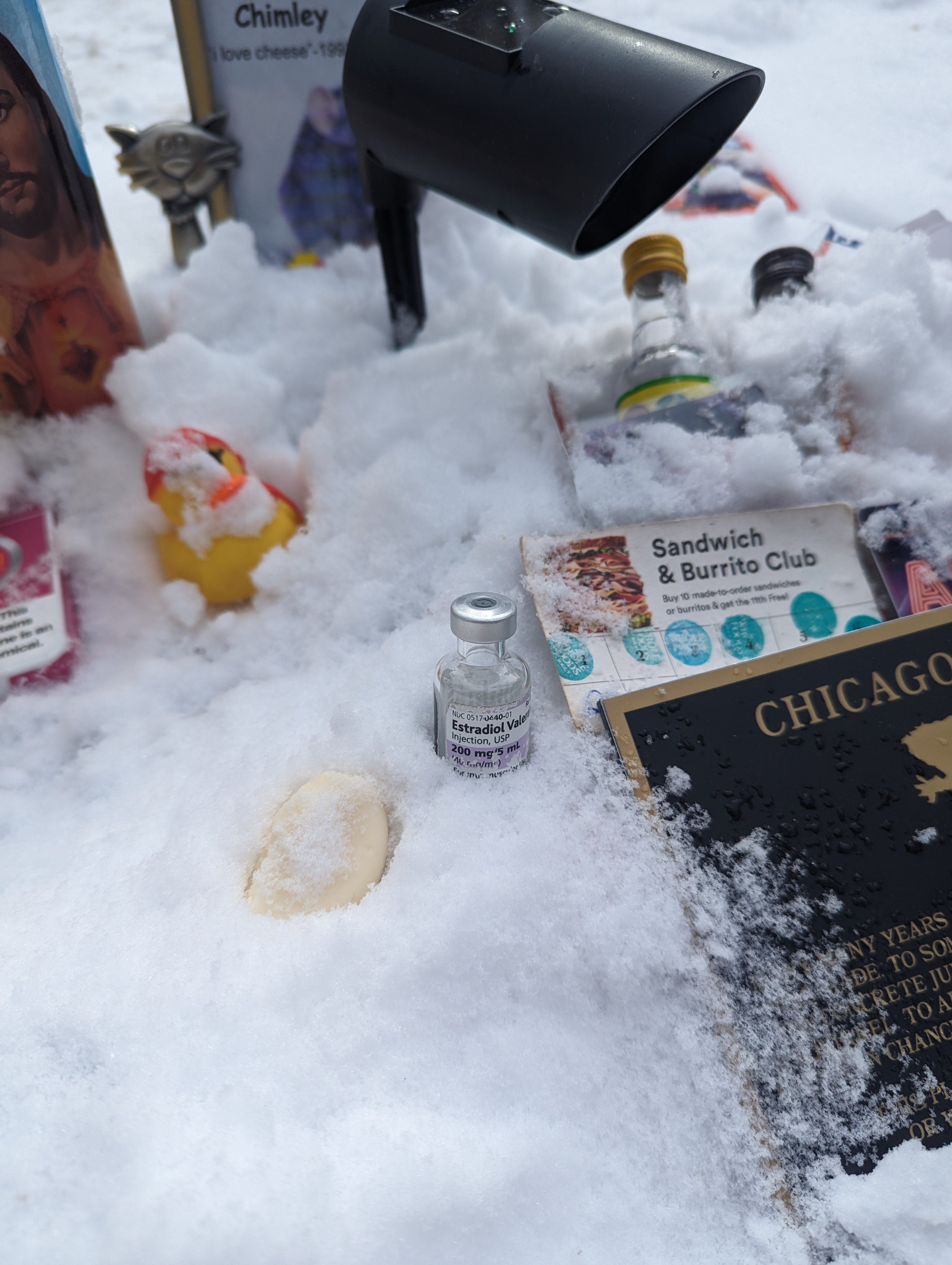
Par suite de la popularité en ligne des pilules d'estradiol offertes le 13 janvier, un flacon d'estradiol injectable a été placé le 19 janvier.
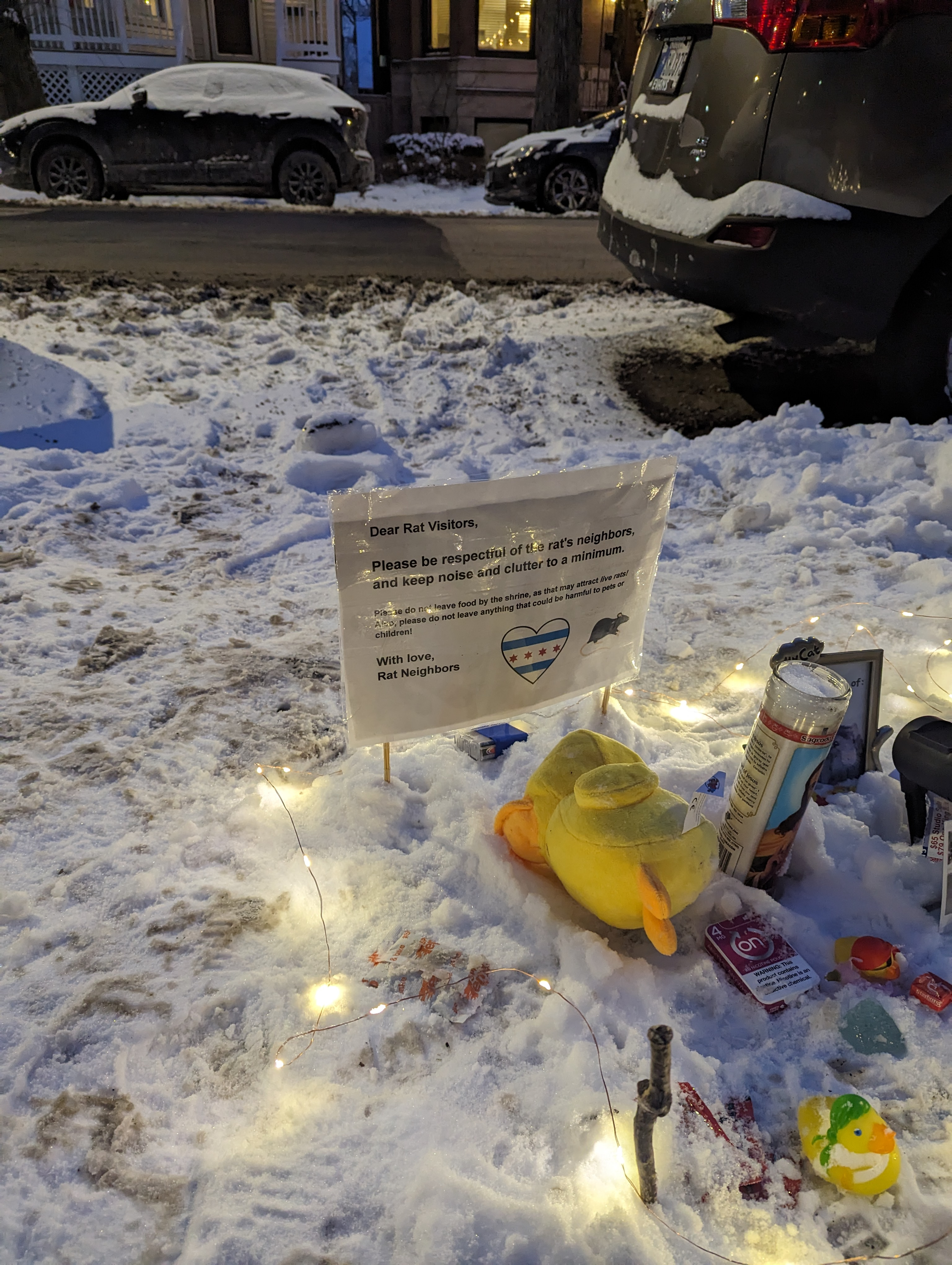
Panneaux installés par les habitants demandant aux visiteurs de ne pas laisser de nourriture et de réduire le bruit au minimum.
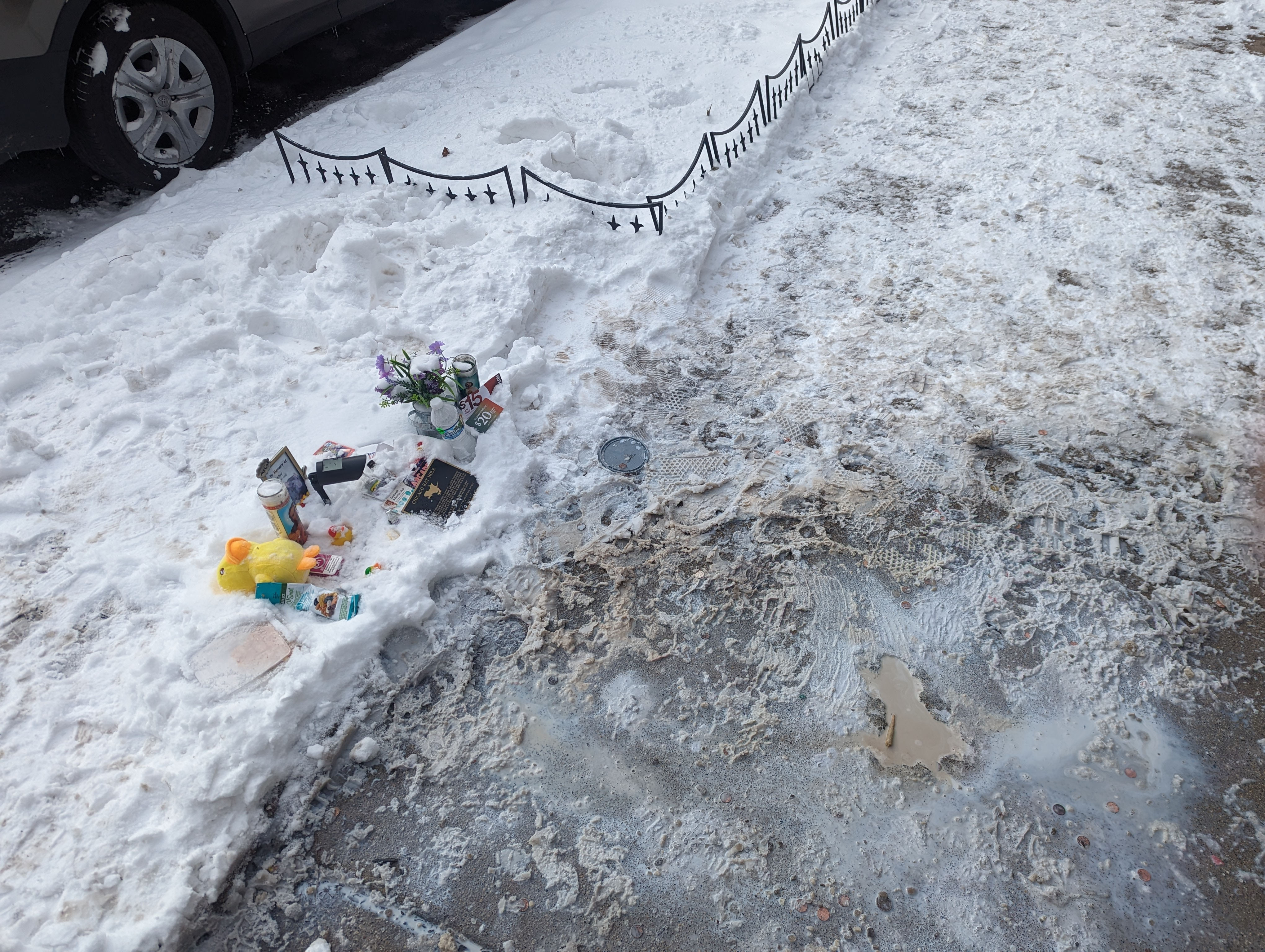
Le trou le 19 janvier 2024, peu après son comblement.